# Kultwagen von Peckatel

Kultwagen von Peckatel

Der Kultwagen von Peckatel /pɛˈkaːtl̩/, auch Kesselwagen von Peckatel, ist eine Skulptur und Grabbeigabe der Nordischen Älteren Bronzezeit entstanden um 1300 v. Chr. Er wurde im Jahr 1843 östlich von Schwerin bei Grabungen in der Feldmark der namensgebenden Ortschaft Peckatel im Landkreis Ludwigslust-Parchim entdeckt. Er befindet sich heute im Archäologischen Landesmuseum Mecklenburg-Vorpommern und dient diesem als Wahrzeichen.

## Fundlage
Der Grabhügel, im Volksmund damals auch Königsberg, lag als einer von drei Hügeln unweit östlich des mecklenburgischen Dorfes Peckatel in einer flachen Sanderebene, die weiter östlich von einem Bach durchschnitten wird. Die Erhebungen wurden im 19. Jahrhundert vollständig abgetragen, u. a. durch den Bau der Bahnstrecke Rehna-Crivitz 1889, und sind heute nicht mehr genau zu lokalisieren. Bei der Ausgrabung maß der Grabhügel mit dem Wagen etwa 30 Meter im Durchmesser und war noch etwa 1,5 Meter hoch.

## Fundgeschichte
Anfang 1843 gruben örtliche Steinbrecher den Hügel auf. Ein Mittelsmann bot dem Altertumsforscher Friedrich Lisch, Leiter der Großherzoglichen Altertümersammlung, einen goldenen Armring (später Kat.-Nr. E 40) aus dem Fund an. Dieser erkannte die Bedeutung, ermittelte den Finder, kaufte zwei kleine Räder zurück, die bereits an einen Nagelschmied in Crivitz verkauft waren, und zog die Grabung an sich. Am 18. April 1843 wurde der gesamte Hügel in Gegenwart des Schweriner Großherzogenpaars und Schweriner Bürger aufgedeckt.
Entdeckt wurden vier bronzezeitliche Gräber. Die anfängliche unsachgemäße Grabung hatte das Grab I, am Südrand des Hügels, bereits stark gestört. „Nach den Berichten der Steinbrecher hatte die Ost-West ausgerichtete Steinpackung ehemals eine Länge von 4,5 m und eine Breite von annähernd 3 m. Den unteren Abschluß bildete ein Steinpflaster, auf dem neben 'Asche und viele[n] Kohlen' die Gold- und Bronzefunde lagen. Da kein Leichenbrand beobachtet wurde, ist davon auszugehen, dass es sich um eine Körperbestattung gehandelt hat. Vermutlich erfolgte die Beisetzung in einem Baumsarg.“

## Beschaffenheit und Beigaben
Einige Reste des Kesselwagens fand Lisch am Ostende der Steinpackung; die größeren Teile hatten die Steinbrecher bereits geborgen. Nach Lischs heute noch gültiger Rekonstruktion war der Wagen insgesamt 38 cm hoch und besteht aus drei Teilen. Zuoberst befindet sich ein 17 cm hoher und an seinem Rand bis zu 36,4 cm breiter Bronzekessel, verziert mit vier umlaufenden Buckelreihen sowie ausgestattet mit vier Henkeln aus Bronzedraht. Mit dem Wagengestell wurde der Kessel durch einen 8,5 cm hohen, angenieteten Bronzezylinder verbunden, ebenfalls mit umlaufenden Buckelreihen verziert. Das Gewicht aufliegender Steine hatte diesen Zylinder durch den Kesselboden gedrückt, sodass er bei Fund in diesem zu stehen schien. Vier massive Bronzestreifen, von denen nur einer erhalten ist und die vermutlich Vogelköpfe trugen, schlossen an das Wagengestell an. Dieses wiederum trägt vier gegossene, vierspeichige Räder von 10,6 cm Durchmesser. Die Achsen sind in der Mitte nach Art eines Jochs stark aufwärts gebogen. Der Kesselwagen lässt keine eindeutige Vorder- oder Rückseite erkennen.
Am Westende der Grabkammer, wo früher der Kopf des Verstorbenen gelegen haben dürfte, fanden sich weitere Grabbeigaben, darunter mehrere Fragmente eines Griffangelschwerts (55,9 cm lang), ein 12,5 cm langes Tüllenbeil, eine bronzene Pfeilspitze, ein bronzenes Sichelmesser und der bereits erwähnte goldene Armreif. Die anderen drei Gräber waren deutlich kleiner gebaut und bescheidener ausgestattet.

## Einordnung
Alle Gräber datieren in die mittlere Periode III der Bronzezeit, d. h. etwa 1300 bis 1100 v. Chr., und sind der Mecklenburger Gruppe zuzuordnen, einer sich deutlich abhebenden Kulturgruppe zwischen Warnow, Nebel und Elde (westliches Mecklenburg-Vorpommern), deren plötzliche Entfaltung auf Landnahme von Süden her zurückgeführt wird. Bronzefunde sind für diese Kulturgruppe häufig; dieses Handwerk stand hier offenbar in hoher Blüte. Das Grab I ist ein besonders üppig ausgestattetes Grab der Mecklenburger Gruppe, in dem offenbar ein hochrangiges, angesehenes Mitglied der Kriegerschicht beigesetzt wurde. Der Kesselwagen ist dabei eine besondere Rarität und war zur Fundzeit nördlich der Alpen und östlich des Rheins ohne Beispiel. Friedrich Lisch nannte ihn 1844 „unstreitig eine der größten Merkwürdigkeiten des Alterthums überhaupt.“
Die Einordnung als Kultwagen beruht auf dem kesselähnlichen Aufsatz des Wagens, der am besten als ein Kessel auf Rädern beschrieben werden kann und daher von Friedrich Lisch einem Priester zugeordnet wurde. Derartige Wagen sind eine in Europa langlebige und mit der Zeit zunehmend vielgestaltige Fundgruppe. Das Peckatler Objekt gehört zu den ältesten, doch sind viele Exemplare aus der Hallstattzeit, besonders aus dem Alpenraum und Italien, bekannt. Nach Jens Peter Schmidt ist der Wagen im östlichen Mitteleuropa hergestellt worden. Die Bronzeschale wird dem Typ Blatnica-Satteldorf zugeordnet, der aus dem „südböhmisch-rumänischen Kreis“ stammt, und gelangte wohl über die Oder nach Mecklenburg. Starke Übereinstimmungen mit einem im südschwedischen Hedeskoga gefundenen Wagengestell lassen die Vermutung zu, dass beide in derselben Werkstatt hergestellt wurden.
Die genaue Verwendung ist bislang unklar geblieben. Jens Peter Schmidt zieht Vergleiche zum Kesselwagen mit Vögeln, der im 4. Jh. v. Chr. auf den Münzen der nordgriechischen Stadt Krannon erscheint. Andere Quellen belegen, dass dort in Dürrezeiten ein großer Kessel angeschlagen wurde, um Regen zu erbitten. Das mitteleuropäische Klima macht einen direkten Bezug zu Regenzaubern allerdings unwahrscheinlich. Eher wurden die fahrbaren Kessel mit anderem Geschirr bei sakralen Umzügen und Opfern verwendet. Dabei müssen sie nicht tatsächlich zur Zubereitung genutzt, sondern können auch für rituelle Trankspenden oder Reinigungen gebraucht worden sein. Fragmente eines ähnlichen Kesselwagens wurden  1846 auf einem Hügel bei Friesack in Brandenburg gefunden. Die Wagen werden dort mit dem von Tacitus beschriebenen Nerthus-Kult der germanischen Mythologie in Zusammenhang gesetzt. Die Beigabe des Peckatler Wagens zu einem sonst ausgesprochen martialischen Grab legt nahe, dass die örtlichen Krieger ausdrücklich auch sakrale Aufgaben übernahmen.

## Ausstellung und Nachwirkung
Wegen der herausragenden Bedeutung des leider stark beschädigten Fundes wurde 1859 auf Kosten des Großherzogs ein Faksimile angefertigt, das dann im Schweriner Antiquarium ausgestellt wurde. Weitere Kopien gingen unter anderem an das Römisch-Germanische Museum Mainz und das Dänische Nationalmuseum Kopenhagen. Die Originalfunde wurden erst 1937 durch den Schweriner Museumspräparator Mehlbach restauriert und stellen seitdem eines der Aushängeschilder der Sammlungen des Archäologischen Landesmuseums dar.
Der Kultwagen war 1976 das Motiv einer Briefmarke der DDR, entworfen von Dietrich Dorfstecher.